# Russów
Russów – wieś w Polsce, w województwie wielkopolskim, w powiecie kaliskim, w gminie Żelazków.
Russów leży przy drodze krajowej nr 25, 8 km na północ od Kalisza.
W latach 1975–1998 miejscowość administracyjnie należała do województwa kaliskiego.
W Russowie urodziła się Maria Dąbrowska (1889) i Bogumił Szumski (1896).

## Historia
Miejscowość w formie Russowo wymieniona jest w łacińskim dokumencie z 1282 wydanym w Kaliszu i sygnowanym przez księcia kaliskiego i poznańskiego Przemysła II. Pod koniec XIX w. wieś liczyła 234 mieszkańców, majątek 78.
W Russowie urodziła się i dorastała razem z czworgiem rodzeństwa Maria Dąbrowska. Jej rodzina znalazła się w Russowie, ponieważ ojciec Józef Szumski został administratorem w tamtejszym majątku, straciwszy wcześniej swoje włości po powstaniu styczniowym. W powieści Noce i dnie (1931–1934) Dąbrowska nazywa Russów Serbinowem, zaś w zbiorze opowiadań Ludzie stamtąd (1926) Rusocinem. W zabytkowym parku znajduje się Dworek Marii Dąbrowskiej, mieszczący muzeum poświęcone pisarce, która spędziła w Russowie dzieciństwo (od 1971 oddział Muzeum Okręgowego Ziemi Kaliskiej w Kaliszu) oraz skansen.